# Opera di riferimento
Un'opera di riferimento (in inglese: reference work) o anche lavoro di consultazione, è tipicamente un libro o un periodico sia a stampa che in formato elettronico, che non è concepita per la lettura continua, ma per fornire al lettore un'informazione dettagliata, precisa, esaustiva e immediatamente reperibile in caso di necessità.
Spesso, i contenuti sono organizzati in ordine numerico e/o alfabetico, unitamente ad altri criteri. Ne sono esempi i seguenti modelli testuali:
- generalisti: Record bibliografici o di altro tipo, glossari, abbecedari, thesaurus e lexicon, lessicografi, dizionari (in particolare quelli biografici), enciclopedie, elenchi, testi di concordanza semantica e indici di citazione, atlanti e indici geografici, annuari, almanacchi, bibliografie, Discografie, filmografie e sitografie, leishu,  grimori e testi liturgici;
- specialistici o tematici: manuali, prontuari (es. Prontuario farmaceutico nazionale), grammatiche, fonti e analisi statistiche, norme/specifiche/standard tecnici, fonti legislative e codici di leggi, reportistiche annuali, strumenti bibliografici (cataloghi, repertori bibliografici commerciali, servizi di indicizzazione, ecc.), inventari e repertori, erbolari e bestiari altomedievali;
- fonti elettroniche: database online, biblioteche digitali, archivi elettronici, basi di conoscenza, repository, CD-ROM e motori di ricerca.

I loro contenuti possono essere forniti per la libera consultazione (Open Access), a pagamento oppure secondo un modello di business di tipo freemium, sia parzialmente che in modalità Full Text.
La diffusione di Internet ha aumentato notevolmente la quantità disponibile e la velocità di reperimento di tale tipo di informazioni.